# Lali Tour 2025
Lali Tour 2025 —estilizado en mayúsculas— es la séptima gira musical de la cantautora argentina Lali, realizada para promover su sexto álbum de estudio, No vayas a atender cuando el demonio llama (2025). La gira dio inicio el 24 de mayo de 2025 en Buenos Aires, Argentina, y se espera que recorra el interior del país, así como otros países de América Latina y Europa.
La gira recibió críticas positivas en general, con elogios hacia aspectos como la puesta en escena, las coreografías y el rendimiento de Lali, los cuales han sido comparados con espectáculos de nivel internacional, similares a los de artistas como Lady Gaga, Madonna o Taylor Swift.

## Antecedentes
El 18 de diciembre de 2024, Lali anunció el inicio de su próxima gira musical a través de sus redes sociales. En el video compartido, se mostró a la artista en un set navideño con un árbol iluminado de fondo, vestida con un vestido largo brilloso y sosteniendo una copa de champán. La primera fecha de la gira estaba programada para tener lugar en el Estadio Vélez Sarsfield en Buenos Aires.
Después del lanzamiento de No vayas a atender cuando el demonio llama, se anunciaron nuevas fechas a través de sus redes sociales. El calendario inicial incluyó 21 fechas en ciudades de Argentina y Uruguay, así como tres fechas en ciudades de España.

## Producción

### Diseño de vestuario
La cantante realizó más de cinco cambios de vestuario en cada concierto, bajo la dirección estilística de Marina Venancio, quien ha trabajado con la artista desde sus inicios en 2014. El guardarropa de la gira fue diseñado en gran parte a medida por diversas casas de moda, incluyendo Maximiliano Jitric, Verónica de la Canal y Guevara Ocampo, entre otros diseñadores.
Entre los looks destacados se incluyen un vestido de alta costura de tul rosa viejo desgastado llegando en un desgaste hacia el nude con corsé trapeado y capas superpuestas en picos de efecto húmedo, utilizado en el bloque de baladas románticas del espectáculo acompañado con unas medias de red y unas botas negras. En una entrevista con Para Ti, Maximiliano Jitric, el diseñador explicó que el concepto del vestido se inspiró en «la superación, el anteponerse a algunas derrotas y no tomarlas como tal, continuar y salís adelante con las fuerzas». Para la performance de la canción «¿Quiénes son?», la cantante lució un traje customizado de Verónica de la Canal, compuesto por una camisa de seda y corbata, combinado con un body encorsetado de brillos debajo. También se destacó un set de tartán diseñado por la diseñadora británica Vivienne Westwood, reinterpretado por Guevara Ocampo y customizado con cristales Swarovski por Blüend, que incluía un corpiño y falda con retazos en picos. Este look se completaba con una bandera argentina en la parte trasera, simulando una badana chinera.

## Sinopsis del concierto

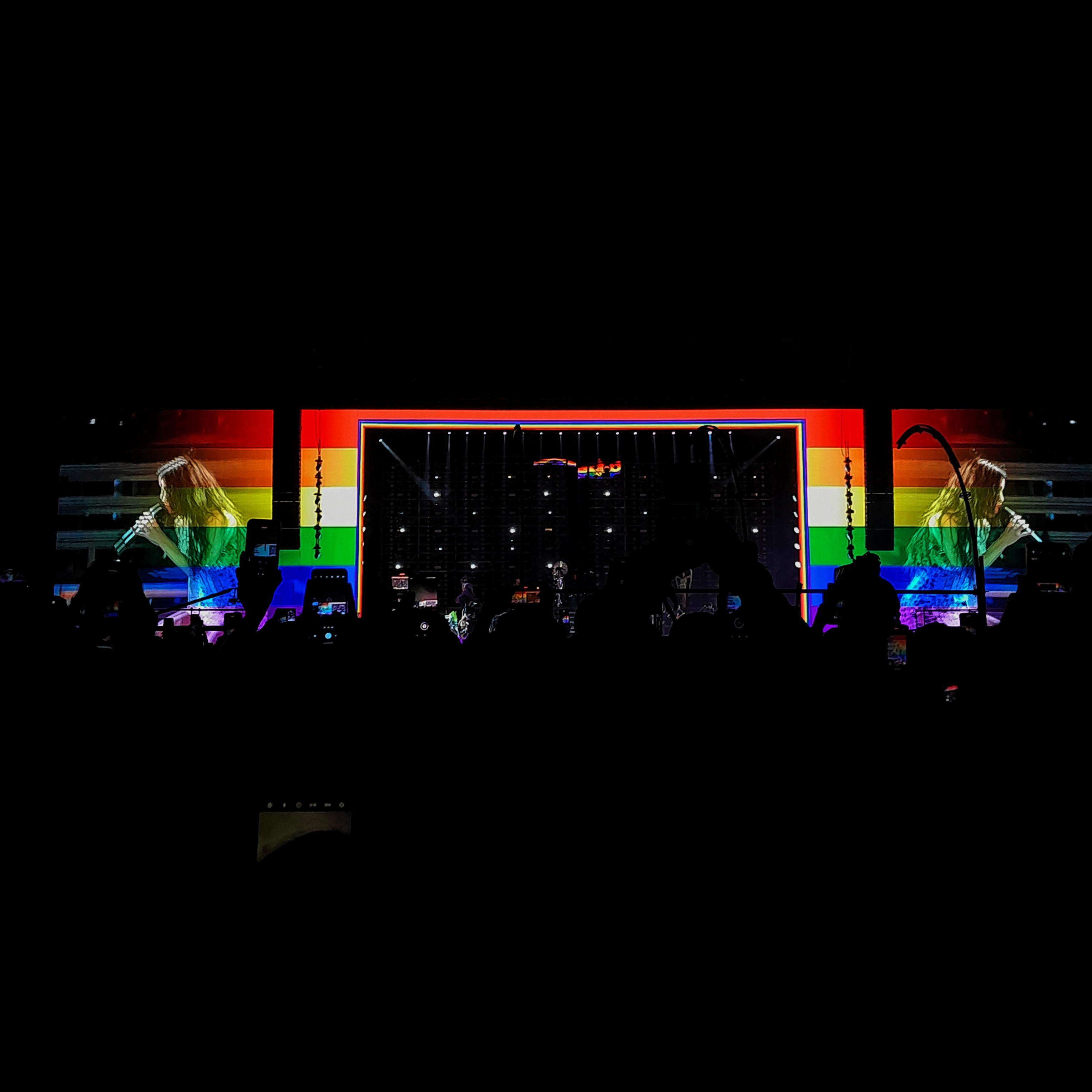
Lali interpretando «Soy» durante el concierto en el Estadio Vélez Sarsfield, en Buenos Aires.

El espectáculo comienza con la aparición de Lali en escena sobre una tarima en el fondo y centro del escenario, vestida de negro con un sombrero de cuero con una estrella de brillos, un body de encaje y una campera larga con flecos. Con un sombrero que recuerda la solemnidad combativa de Beyoncé en la era Lemonade (2016), hace su entrada al ritmo de «Lokura», una canción con sonido rockero que da inicio al show después de la intro marcada por «Popstar». A continuación, interpreta «Sexy» y «2 son 3», momento en el que se suman seis bailarines a escena y se despliega una coreografía mientras la artista camina hacia una pasarela. El escenario se completa con efectos visuales que incluyen chorros de fuego que emergen de las pasarelas, lásers que cruzan el campo, una planta de luces que se extiende sobre el fondo del escenario y dos pantallas gigantes que proyectan visuales generadas en vivo. Posteriormente, el cuerpo de baile se amplía a un total de dieciséis bailarines mientras Lali interpreta «Tu novia II» y «N5», esta última con un arreglo de «Killing In The Name» de Rage Against The Machine realizado por la banda en vivo, con el cual finaliza el primer bloque del concierto.
Tras un breve interludio de baile y un cambio de vestuario a un conjunto blanco, el segundo acto comienza con los temas «Obsesión» y «Diva», caracterizados por bailes sensuales y acompañados de luces rojas. Acto seguido, Lali interpreta «Morir de amor», una canción de pop con matices «morriconianos» que evoca el perfil sensible de Amy Winehouse, durante la cual la iluminación se vuelve rosa y el ritmo disminuye levemente. Luego, retoma la energía con la interpretación de «33», mientras la pantalla simula un cristal roto. Después de una nueva pausa, comienza a sonar un sonido de teléfono y se inicia el audio de Moria Casán, que da comienzo a la canción «¿Quiénes son?». La cantante aparece en lo alto de la tarima con un conjunto sastrero, rodeada de bailarines vestidos de frac, en una referencia a Marilyn Monroe y Madonna. A continuación, se pone guantes de boxeo en la canción «KO» y realiza movimientos de pelea, mientras la puesta en escena recrea un universo de boxeo con bailarines portando carteles que anuncian "Round 3". También se incluyen las canciones «Baum Baum», «Cómprame un brishito» y «Loco un poco», en la que la cantante se quita el saco y abre la camisa, revelando un body de piedras brillantes. Finalmente, el tercer bloque cierra con «Ahora», donde la cantante baila sobre una silla y realiza un lap dance con uno de los bailarines.

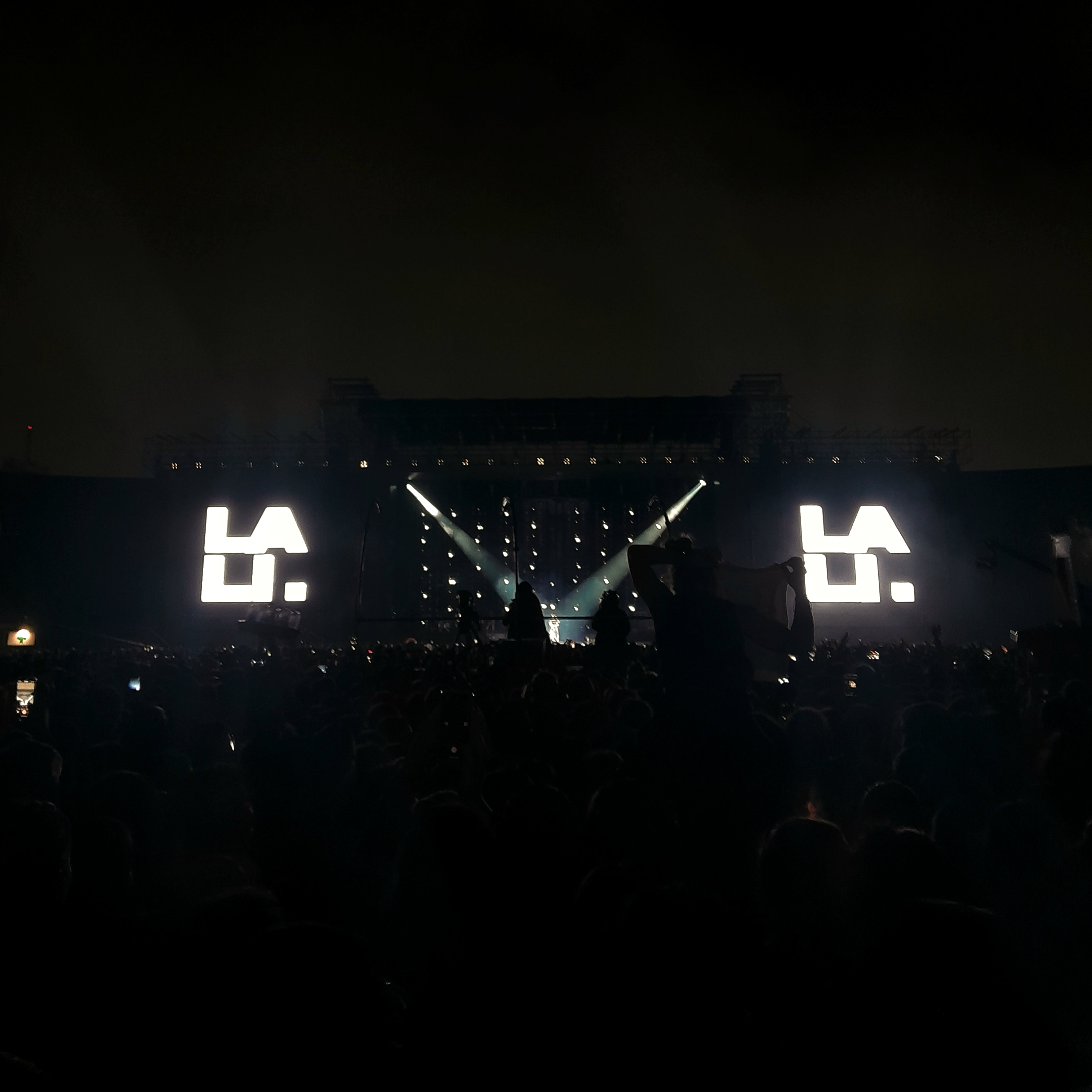
Pantalla final de la gira musical, donde se muestra un fondo negro con el logo "LALI" en el centro.

Tras un solo de guitarra de uno de los músicos, Lali vuelve al escenario luciendo un vestido blanco, disminuyendo el ritmo para brindar un momento íntimo en el show. En este cuarto bloque, la cantante interpreta temas pop coloridos como «Boomerang», seguido de baladas como «Incondicional», «Perdedor», «Corazón perdido» y «Ego», cantadas en solitario con un micrófono de mano. Posteriormente, la cantante se sienta en las escalinatas del escenario y, acompañada por uno de sus músicos en la guitarra, interpreta «No hay héroes» en una versión acústica e intimidad, cerrando así el cuarto bloque del espectáculo. A continuación, el show se transforma en una «fiesta pop» con una mezcla de electropop, dance y bases techno, interpretando canciones como «Mejor que vos», una versión disco-funk de «Histeria», seguido de «1amor», «S.O.S», «Sola», «Motiveishon» y «Como tú». El segmento finaliza con la interpretación de «Soy», en la que Lali se presenta en el escenario con dieciséis drag queens y dieciséis bailarines, realizando una coreografía y desfilando por la pasarela mientras se proyectan los colores del arcoiris en las pantallas, culminando con la bandera completa de la comunidad LGBTQ+.
Para el final del espectáculo, Lali realizó un último cambio de vestuario, luciendo una remera con la inscripción «Tu popstar fav», retomando un gesto irónico inicial. El cierre del show estuvo marcado por tres canciones interpretadas con gran energía: «Disciplina», «Plástico»; con la participación en off de Duki y una coreografía que replicaba el video musical, y «Fanático». Durante estas canciones, las pantallas mostraban el rostro de la cantante distorsionado, creando una atmósfera de pesadilla posmoderna, en combinación de luces, humo. Después de parecer que el espectáculo había concluido, la cantante regresa para ofrecer un encore. Los cuales  incluyeron «Pendeja», interpretada con un estilo rock y acompañada por el público haciendo palmas, y «No me importa», en la que se sumó el guitarrista y coproductor Mauro De Tomasso. El espectáculo finaliza con las pantallas en negro, mostrando únicamente el nuevo logo de la cantante, "LALI".

## Desempeño comercial
Argentina
Las entradas para el espectáculo inicial en Buenos Aires estuvieron disponibles a partir del 20 de diciembre de 2024. Previamente, los clientes del Banco Galicia tuvieron acceso a una preventa el mismo día, con un descuento del 20% y la opción de pago sin intereses. La venta de tickets registró una alta demanda, superando más de 500 000 personas en la fila de espera para adquirir entradas, lo que llevó a agotar la primera fecha en menos de veinticuatro horas y generó la apertura de una segunda fecha. Posteriormente, ambas fechas inicialmente previstas fueron reprogramadas para el 24 y 25 de mayo debido a compromisos deportivos en el recinto. Y con ello, se anunció la incorporación de una tercera.
Los conciertos en diversas ciudades argentinas, como Córdoba, registraron una buena respuesta en cuanto a la venta de entradas, con un alto número de localidades vendidas.En San Luis, la demanda fue ampliamente alta según los estándares locales, lo que llevó a realizar un cambio de recinto.

### Récords y logros
Tras el inicio de la gira de conciertos, Lali se convirtió en la primera artista argentina en realizar tres conciertos en el Estadio Vélez Sarsfield en un mismo año, con un público estimado de 135 mil espectadores
| Fechas                                     | País      | Recinto                 | Descripción                                                                             | Ref.   |
| ------------------------------------------ | --------- | ----------------------- | --------------------------------------------------------------------------------------- | ------ |
| 24 y 25 de marzo - 6 de septiembre de 2025 | Argentina | Estadio Vélez Sarsfield | Primer acto femenino en la historia en realizar tres fechas agotadas en una misma gira. | [ 10 ] |
| 24 y 25 de marzo - 6 de septiembre de 2025 | Argentina | Estadio Vélez Sarsfield | Mayor número de actuaciones en el recinto para una artista femenino local (5).          |        |

## Recepción crítica

### Argentina
Marcelo Fernández Bitar, de Clarín, describió el espectáculo como «impecable, a la altura de la mejor estrella internacional», destacando la evolución musical de Lali y su versatilidad a lo largo del concierto. Pensamientos similares fueron publicados por Antonella Lopreato, de Billboard Argentina, quién también destacó su crecimiento artístico y afirmó que ella es «una rockstar de cuerpo entero» en su mejor forma, más allá de ser considerada una popstar. La periodista también resaltó la interpretación de la canción «Soy» como «uno de los momentos más impactantes de la noche», donde se unió a un grupo de dieciséis drag queens para crear un «desfile explosivo de color y libertad». Morena Pardo de La Capital elogió la narrativa, afirmando que «la puesta en su totalidad nada tiene que envidiarle a un show de Lady Gaga o Madonna». Martina Bonin, de Ámbito, afirmó que su presentación fue histórica y reafirmó su posición como «una de las representaciones más fuertes de la industria musical en América Latina». Yanet Ingravallo, de Todo Noticias, aseguró que Lali «demostró estar a la altura de una estrella pop». Describió la puesta en escena como «imponente» y destacó que desde el inicio se evidenció que sería un recital inolvidable, caracterizado por «momentos épicos» a lo largo de toda la presentación. Antonella Punzino de Filo News describió el show como «una declaración de principios hecha espectáculo», al ofrecer «una celebración monumental que osciló entre lo íntimo y lo apoteósico».
Florencia Falcone, del periódico La Nación, destacó «la energía arrolladora» de Lali, así como la calidad de las coreografías y los vestuarios presentados. Yumber Vera Rojas, de Página/12, comentó que la puesta en escena presenta un sello distintivo «argento», aunque su dinámica se asemeja a la de otros iconos del pop como Shakira, Miley Cyrus, Rihanna o Taylor Swift, y añadió que logró consolidarse como «la gladiadora del pop argentino». Ayelén Cisneros, de la revista Rolling Stone, resaltó que la propuesta del show se caracterizó por tres climas sonoros definidos: rockero, baladas románticas y «fiesta pop hitera». También subrayó el gesto continuo de agradecimiento y apoyo hacia la comunidad LGBT+ y el carisma de la artista, a quien describió como «hipnótica», además de elogiar el despliegue escénico. Micaela Mora de Minuto Uno describió el espectáculo como «una experiencia inmersiva y emocionante», y señaló que el evento no solo demostró el talento y profesionalismo de la artista, sino que también reafirmó su posición como «la Reina del Pop Argentino». Marianel Battaglia de Perfil comentó que la artista ofreció un espectáculo que superó las expectativas generadas para un show, destacando su «presencia y carisma hipnóticos», así como «una puesta en escena colosal». Florencia Ojeda, de El Cronista, destacó la selección del repertorio y la presencia escénica de la cantante, señalando que el set-list reflejaba «su presente musical» y que la interacción directa con el público fue notable durante la presentación en vivo.
La reseña del espectáculo en Córdoba realizada por Brenda Petrone Veliz en La Voz del Interior destacó la puesta en escena, las coreografías y los bailarines de la gira, así como la energía de Lali, a quien describió como «performática, sensual y provocativa».

## Repertorio
| Lali Tour 2025 |
| --- |
| Esta lista de canciones corresponde al concierto del 25 de mayo de 2025 en Buenos Aires. Podría no representar la totalidad de los espectáculos. |

1. «Lokura»
2. «Sexy»
3. «2 son 3»
4. «Tu novia II»
5. «N5»
6. «Obsesión»
7. «Diva»
8. «Morir de amor»
9. «33»
10. «¿Quiénes son?»
11. «KO»
12. «Baum Baum»
13. «Cómprame un brishito»
14. «Loco un poco»
15. «Ahora»
16. «Boomerang»
17. «Incondicional»
18. «Perdedor»
19. «Corazón perdido»
20. «Ego»
21. «No hay héroes»
22. «Mejor que vos»
23. «Histeria»
24. «1amor»
25. «S.O.S»
26. «Sola»
27. «Motiveishon»
28. «Como tú»
29. «Soy»
30. «Disciplina»
31. «Plástico»
32. «Fanático»
33. «Pendeja»
34. «No me importa»

### Artistas invitados
- Durante los primeros conciertos en Buenos Aires, Lali estuvo acompañada en el escenario por Moria Casán mientras interpretaba «¿Quiénes son?».[10][11]
- Durante los primeros concierto en Buenos Aires, Lali interpretó «Loco un poco» junto al cantante Joaquín Levinton, líder de Turf.[10][11]
- Durante los primeros conciertos en Buenos Aires, Lali interpretó «Mejor que vos» junto a Miranda!.[10][11]
- Durante los primeros conciertos en Buenos Aires, Lali interpretó «S.O.S» junto a la cantante Taichu.[10][11]
- Durante el segundo concierto en Buenos Aires, Lali interpretó «33» junto al cantante Dillom.[15]

## Amenaza de bomba
El 1 de agosto de 2025, el concierto programado en el Estadio Aldo Cantoni de San Juan se retrasó debido a una amenaza de bomba. Una persona anónima contactó a los servicios de emergencia minutos antes del inicio del espectáculo, alegando haber colocado un artefacto explosivo en el recinto y profiriendo insultos dirigidos a la cantante, relacionados con sus opiniones políticas. Como medida de precaución, las autoridades procedieron a evacuar parcialmente el recinto e implementaron un protocolo de seguridad integral, que incluyó la presencia de policía, bomberos y un equipo antibombas. Tras las investigaciones correspondientes, se determinó que la amenaza era falsa y no se encontró ningún artefacto explosivo.
Después de confirmarse la seguridad del recinto, se permitió a los asistentes volver a ingresar al estadio, y el concierto comenzó aproximadamente a las 10:30 p.m., con un retraso de alrededor de una hora y media respecto al horario programado. Durante el incidente, el equipo de producción de Lali mantuvo informados a los fanáticos a través de las redes sociales, priorizando su seguridad.
Cuatro días después del incidente, el 6 de agosto, la policía arrestó a Juan Carlos Salem, de 74 años, como presunto autor de la amenaza de bomba. El arresto se produjo tras una investigación de la Unidad Fiscal de Investigación (UFI) Genérica en San Juan, que culminó en un allanamiento a la residencia de Salem en el barrio La Bebida. Durante el procedimiento, las autoridades incautaron un arma de fuego calibre 22 y varios teléfonos celulares, incluyendo uno que se cree fue utilizado para realizar la llamada amenazante. Fue acusado de intimidación pública y permanece detenido a la espera de un proceso judicial formal. La posesión de un arma no registrada podría agravar los cargos en su contra. Durante su arresto, Salem profirió insultos a periodistas y realizó comentarios amenazantes hacia los fotógrafos, lo que complicó aún más su situación legal. La investigación continúa, y la fiscalía evalúa si el motivo constituye un delito de odio, lo que podría acarrear consecuencias legales más severas.

## Filantropía
A pocos días del inicio de su gira, Lali se sumó a la organización no gubernamental «Ningún pibe con hambre» en una campaña solidaria destinada a recolectar alimentos no perecederos para abastecer comedores y espacios comunitarios en sectores humildes de la Ciudad de Buenos Aires. Durante sus presentaciones en el Estadio Vélez Sarsfield, se habilitó un espacio para que los asistentes pudieran donar alimentos. Al finalizar las fechas, la organización informó que la respuesta de los fanáticos fue notable, superando las expectativas con más de 1200 kilos de alimentos recolectados.

## Fechas
| Fecha                      | Ciudad                   | País                     | Lugar                                |                          |
| América Latina — Etapa I   | América Latina — Etapa I | América Latina — Etapa I | América Latina — Etapa I             | América Latina — Etapa I |
| -------------------------- | ------------------------ | ------------------------ | ------------------------------------ | ------------------------ |
| 24 de mayo de 2025         | Buenos Aires             | Argentina                | Estadio Vélez Sarsfield              |                          |
| 25 de mayo de 2025         | Buenos Aires             | Argentina                | Estadio Vélez Sarsfield              |                          |
| 7 de junio de 2025         | Córdoba                  | Argentina                | Plaza de la Música                   |                          |
| 14 de junio de 2025        | Rosario                  | Argentina                | Metropolitano                        |                          |
| 21 de junio de 2025        | Mar del Plata            | Argentina                | Estadio Polideportivo Islas Malvinas |                          |
| 28 de junio de 2025        | Montevideo               | Uruguay                  | Antel Arena                          |                          |
| 3 de julio de 2025         | Salta                    | Argentina                | Estadio Delmi                        |                          |
| 5 de julio de 2025         | Tucumán                  | Argentina                | Estadio Club Central Córdoba         |                          |
| 6 de julio de 2025         | Santiago del Estero      | Argentina                | Estadio Club Unión Santiago          |                          |
| 11 de julio de 2025        | Corrientes               | Argentina                | Playón Boca Unidos                   |                          |
| 12 de julio de 2025        | Santa Fe                 | Argentina                | Estación Belgrano                    |                          |
| 30 de julio de 2025        | San Luis                 | Argentina                | Espacio Royal Arena                  |                          |
| 1 de agosto de 2025        | San Juan                 | Argentina                | Estadio Aldo Cantoni                 |                          |
| 2 de agosto de 2025        | Mendoza                  | Argentina                | Estadio Arena Maipu                  |                          |
| 6 de septiembre de 2025    | Buenos Aires             | Argentina                | Estadio Vélez Sarsfield              |                          |
| 7 de septiembre de 2025    | Buenos Aires             | Argentina                | Estadio Vélez Sarsfield              |                          |
| Europa — Etapa II          |                          |                          |                                      |                          |
| 1 de octubre de 2025       | Barcelona                | España                   | Razzmatazz                           |                          |
| 4 de octubre de 2025       | Sevilla                  | España                   | Pandora                              |                          |
| 6 de octubre de 2025       | Madrid                   | España                   | La Riviera                           |                          |
| América Latina — Etapa III |                          |                          |                                      |                          |
| 15 de octubre de 2025      | Trelew                   | Argentina                | Gimnasio Municipal Nro.1             |                          |
| 16 de octubre de 2025      | Comodoro Rivadavia       | Argentina                | Predio Ferial                        |                          |
| 18 de octubre de 2025      | Neuquén                  | Argentina                | Estadio Ruca Che                     |                          |